# Ud & Se
Ud & Se ist ein kostenloses dänisches Magazin der Danske Statsbaner (DSB), das elfmal jährlich erscheint und landesweit in Zügen und an Bahnhöfen ausliegt. Ud & Se erscheint seit 1980. Die monatliche Auflage beträgt rund 140.000 Exemplare. Die Leserzahl liegt bei 419.000. Seit dem 1. Januar 2016 wird das Magazin von der Piccolo Media Group produziert. Das Magazin ist eine der meistgelesenen Publikationen in Dänemark.
Das Magazin präsentiert Porträts von Personen, aber auch Reportagen, Reportagen und Fotostrecken zu den Themen Lifestyle, Kultur und Politik. Ud & Se veröffentlicht auch Originalliteratur, typischerweise Kurzgeschichten dänischer Autoren. Mehrere dieser literarischen Reihen wurden als Buch veröffentlicht, zuletzt „Pludselig sidste sommer“, Gyldendal, 2008, mit einem Vorwort von Thomas Bredsdorff.

## Preise
- Magasindesignere i Danmark (MDID – Zeitschriftendesigner in Dänemark): 2011, 2012 und 2013; in den letzten beiden Jahren für das am besten gestaltete Magazin.
- Society of Publication Designers, SPD – Amerikanischer Verband von Designern und Grafikern, New York City: 2005, 2006, 2007, 2008, 2009 und 2010 Ehrenvolle Erwähnung für gutes Zeitschriftendesign; 2008 und 2010 erhielten Ud & Se und der Fotograf Casper Balslev die höchste Auszeichnung der SPD, eine Goldmedaille, für Fotografie in der Kategorie Kundenmagazine und Fachzeitschriften.[3]
- Danske Specialmedier (Dänische Fachpresse): 2007 Ehrenpreis der Dänischen Fachpresse (Anders Bording Preis) in der Kategorie Fotografie (gemeinsam mit dem Fotografen Simon Høgsberg).
- Datagraf: 2007 Preis des Kommunikationsunternehmens Datagraf für gutes Magazindesign.